# César-díjak 1980
Az 5. Césarok éjszakáján, melyet 1980.  február 2-án a párizsi Pleyel előadóteremben rendeztek meg, Jean Marais francia színész elnökölt.
A Filmakadémia tagjai szerint az 1979-ben bemutatott francia filmek mezőnye kiegyenlített volt, s csupán két alkotást emeltek ki: a Franciaországban letelepedett Roman Polański francia-brit koprodukcióban gyártott Egy tiszta nő  című alkotását (6 jelölésből 3 César) és Joseph Losey Don Giovanni című, francia-olasz-angol-német koprodukcióban készített operafilmjét (4 jelölésből 2 César). Az előbbi nyerte a legjobb film, a legjobb rendező és a legjobb operatőr díját, míg a második a legjobb vágás és – Alexandre Trauner munkájának köszönhetően – a legjobb díszlet díjakat. a magyar származású díszlettervező e filmgálán vehette át második alkalommal az elismerést. A legjobb külföldi alkotás Woody Allen Manhattanje lett, olyan filmeket megelőzve, mint az Apokalipszis most, a Hair, vagy A bádogdob.
Tiszteletbeli Césarral ismerték el Pierre Braunberger filmproducer, Louis de Funès színész, valamint az amerikai Kirk Douglas életművét.
Az előző évi nagy sikerű felméréshez hasonlóan, amikor a 10 legjobbnak tartott hangos francia filmet keresték, a Filmművészeti és Filmtechnikai Akadémia 1980-ban megszavaztatta tagjait arról, mely alkotásokat sorolják „a francia film 10 legjobb dala” közé. Az első és tizedik helyen a magyar származású Kozma József által szerzett sanzon végzett; az abszolút győztes pedig a Jacques Prévert szövegére komponált Hulló levelek lett, amely Marcel Carné 1945-ben készült Az éjszaka kapui című filmjében csendült fel először, Yves Montand előadásában.

## Díjazottak
| Díjak                                      | Díjazottak és jelöltek |
| ------------------------------------------ | --- |
| legjobb film                               | - Egy tiszta nő (Tess), rendezte: Roman Polański - Női fény (Clair de femme), rendezte: Costa-Gavras - Don Giovanni, rendezte: Joseph Losey - I, mint Ikarusz (I... comme Icare), rendezte: Henri Verneuil                                           |
| legjobb rendező                            | - Roman Polański – Egy tiszta nő (Tess) - Costa-Gavras – Női fény (Clair de femme) - Jacques Doillon – La drôlesse - Joseph Losey – Don Giovanni |
| legjobb színésznő                          | - Miou-Miou – A szökés (La dérobade) - Nastassja Kinski – Egy tiszta nő (Tess) - Dominique Laffin – La femme qui pleure - Romy Schneider – Női fény (Clair de femme)                                                                                 |
| legjobb színész                            | - Claude Brasseur – Rendőrök háborúja (La guerre des polices) - Patrick Dewaere – Bűnügyek (Série noire) - Yves Montand – I, mint Ikarusz (I... comme Icare) - Jean Rochefort – Bátorság, fussunk! (Courage fuyons)                                  |
| legjobb mellékszereplő színésznő           | - Nicole Garcia – A gavallér (Le cavaleur) - Dominique Lavanant – Bátorság, fussunk! (Courage fuyons) - Maria Schneider – A szökés (La dérobade) - Myriam Boyer – Bűnügyek (Série noire)                                                             |
| legjobb mellékszereplő színész             | - Jean Bouise – Csatár a pácban (Coup de tête) - Michel Aumont – Bátorság, fussunk! (Courage fuyons) - Bernard Giraudeau – A szanitéc (Le toubib) - Bernard Blier – Bűnügyek (Série noire)                                                           |
| legjobb operatőr                           | - Ghislain Cloquet – Egy tiszta nő (Tess) - Nestor Almendros – Perceval lovag (Perceval le Gallois) - Bruno Nuytten – Les sœurs Brontë - Jean Penzer – Hidegtál (Buffet froid)                                                                       |
| legjobb vágás                              | - Reginald Beck – Don Giovanni - Thierry Derocles – Bűnügyek (Série noire) - Henri Lanoë – A gavallér (Le cavaleur) - Claudine Merlin – Hidegtál (Buffet froid) és Les sœurs Brontë                                                                  |
| legjobb eredeti vagy adaptált forgatókönyv | - Bertrand Blier – Hidegtál (Buffet froid) - Jacques Doillon – La drôlesse - Didier Decoin és Henri Verneuil – I, mint Ikarusz (I... comme Icare) - Alain Corneau és Georges Perec – Bűnügyek (Série noire)                                          |
| legjobb filmzene                           | - Georges Delerue – Menekülő szerelem (L'amour en fuite) - Vladimir Cosma – A szökés (La dérobade) - Ennio Morricone – I, mint Ikarusz (I... comme Icare) - Philippe Sarde – Egy tiszta nő (Tess)                                                    |
| legjobb hang                               | - Pierre Gamet – Női fény (Clair de femme) - Alain Lachassagne – Martin et Léa - Jean-Pierre Ruh – Perceval lovag (Perceval le Gallois) - Pierre Lenoir – Retour à la bien-aimée                                                                     |
| legjobb díszlet                            | - Alexandre Trauner – Don Giovanni - Pierre Guffroy – Egy tiszta nő (Tess) - Théobald Meurisse – Hidegtál (Buffet froid) - Jacques Saulnier – I, mint Ikarusz (I... comme Icare)                                                                     |
| legjobb animációs rövidfilm                | - Demain la petite fille sera en retard à l'école, rendezte: Michel Boschet - Barbe bleue, rendezte: Olivier Gillon - Les troubles fête, rendezte: Bernard Palacios                                                                                  |
| legjobb fikciós rövidfilm                  | - Colloque de chiens, rendezte: Raoul Ruiz - Nuit féline, rendezte: Gérard Marx - Sibylle, rendezte: Robert Cappa |
| legjobb dokumentum rövidfilm               | - Petit Pierre, rendezte: Emmanuel Clot - Georges Demenÿ, rendezte: Joël Farges - Le Sculpteur parfait, rendezte: Rafi Toumayan - Panoplie, rendezte: Philippe Gaucherand                                                                            |
| legjobb külföldi film                      | - Manhattan, rendezte: Woody Allen ( USA) - Apokalipszis most (Apocalypse Now), rendezte: Francis Ford Coppola ( USA) - Hair, rendezte: Miloš Forman ( USA, FRG) - A bádogdob (Die Blechtrommel), rendezte: Volker Schlöndorff ( FRG, FRA, POL, YUG) |
| tiszteletbeli César                        | - Pierre Braunberger - Louis de Funès - Kirk Douglas |

## „A francia film 10 legjobb dala”
A francia Filmművészeti és Filmtechnikai Akadémia tagjainak 1980. évi szavazata alapján.
| Ssz. | A dal címe                          | Zeneszerző        | Szövegíró            | A film címe                                       | Rendező                     |
| ---- | ----------------------------------- | ----------------- | -------------------- | ------------------------------------------------- | --------------------------- |
| 1.   | Les Feuilles mortes (Hulló levelek) | Kozma József      | Jacques Prévert      | Az éjszaka kapui (Les portes de la nuit)          | Marcel Carné                |
| 2.   | Je chante                           | Charles Trenet    | Charles Trenet       | Je chante                                         | Christian Stengel           |
| 3.   | Cherbourgi esernyők                 | Michel Legrand    | Jacques Demy         | Cherbourgi esernyők (Les parapluies de Cherbourg) | Jacques Demy                |
| 4.   | Egy férfi és egy nő                 | Francis Lai       | Pierre Barouh        | Egy férfi és egy nő (Un homme et une femme)       | Claude Lelouch              |
| 5.   | Sous les toits de Paris             | Raoul Moretti     | René Nazelles        | Párizsi háztetők alatt (Sous les toits de Paris)  | René Clair                  |
| 6.   | Lara dala (La chanson de Lara)      | Maurice Jarre     | Paul Francis Webster | Doktor Zsivágó (Doctor Zhivago)                   | David Lean                  |
| 7.   | La complainte de la Butte           | Georges Van Parys | Jean Renoir          | Mulató a Montmartre-on (French Cancan)            | Jean Renoir                 |
| 8.   | Un jour tu verras                   | Georges Van Parys | Marcel Mouloudji     | Az ágy (Secrets d'alcôve)                         | Henri Decoin, Jean Delannoy |
| 9.   | Parlez-moi d'amour                  | Jean Lenoir       | Jean Lenoir          | Parlez-moi d'amour                                | René Guissart               |
| 10.  | Les enfants qui s'aiment            | Kozma József      | Jacques Prévert      | Az éjszaka kapui (Les portes de la nuit)          | Marcel Carné                |

## Többszörös jelölések és elismerések
A statisztikában a különdíjak nem lettek figyelembe véve.
| Jelölés | Díj | Magyar cím         | Eredeti cím         |
| ------- | --- | ------------------ | ------------------- |
| 6       | 3   | Egy tiszta nő      | Tess                |
| 5       | 0   | Bűnügyek           | Série noire         |
| 5       | 0   | I, mint Ikarusz    | I... comme Icare    |
| 4       | 2   | Don Giovanni       | Don Giovanni        |
| 4       | 1   | Hidegtál           | Buffet froid        |
| 4       | 1   | Női fény           | Clair de femme      |
| 3       | 1   | A szökés           | La dérobade         |
| 3       | 0   | Bátorság, fussunk! | Courage fuyons      |
| 2       | 1   | A gavallér         | Le cavaleur         |
| 2       | 0   | –––                | La drôlesse         |
| 2       | 0   | Perceval lovag     | Perceval le Gallois |
| 2       | 0   | –––                | Les sœurs Brontë    |